# World Wide Web Foundation
World Wide Web Foundation — международная некоммерческая организация, занимающаяся вопросами развития и доступности Всемирной паутины. 27 сентября 2024 года оба учредителя фонда заявили в открытом письме о том, что фонд прекращает свою работу 

## История
Тим Бернес-Ли анонсировал создание фонда 14 сентября 2008 года в вашингтонском Музее журналистики и новостей. Организация приступила к работе 15 ноября 2009 года. Задачами организации объявлены «свобода и открытость Всемирной паутины», «расширение возможностей и надёжности Интернета» и «обеспечение доступа к сети каждому человеку на планете». Для достижения этих целей фонд работает по трём направлениям:
- Веб-наука и исследования
- Веб-технологии и практики
- Всемирная паутина для общества

Во время презентации фонда Бернерс-Ли заявил о необходимости создания системы для обозначения достоверности информации на веб-сайтах: 
Возникает необходимость в новых системах, которые бы ставили на сайты отметки о надежности, как только достоверность информации будет подтверждена источниками.
 За это высказывание он был подвергнут критике, так в журнале New Scientist было заявлено о неправомерности указывать другим что есть правда, а что нет.

## Деятельность фонда
Первым проектом фонда стало продвижение веб-технологий в сельском хозяйстве Африки и поддержка учебных курсов для малоимущих молодых людей по созданию онлайн контента. Большую помощь в реализации данного проекта фонду оказывает Амстердамский университет (Нидерланды).
Второй проект организован совместно с Центром доступности цифровых технологий, расположенным в Рио-де-Жанейро (Бразилия). Усилия направлены на обучение молодежи созданию интернет-контента, доступного посредством мобильных телефонов.
В 2012 году World Wide Web Foundation представил рейтинг развития Интернета в странах мира (The Web Index). Данный рейтинг характеризует уровень влияния Интернета на различные сферы общественной жизни страны и рассчитывается на основе комплекса показателей. На верхних позициях списка оказались Швеция, США и Великобритания. Россия занимает в этом рейтинге лишь 31 место, но имеет значительный потенциал роста по ключевым показателям.